# Negan
Negan é um personagem fictício da série de quadrinhos americana The Walking Dead. Ele foi criado pelo escritor Robert Kirkman e pelo desenhista Charlie Adlard, e é interpretado pelo ator Jeffrey Dean Morgan na série de televisão de mesmo nome do canal AMC. Negan é introduzido em ambas as mídias como o líder de um grupo por volta de 400 sobreviventes nos arredores de Washington, D.C., chamado "Os Salvadores". Eles subjugam outras comunidades na área, exigindo deles quantidades injustas de suprimentos em troca de sua proteção contra os zumbis e deles próprios. É considerado o segundo maior vilão depois do Governador.
Depois que Rick Grimes e seus companheiros sobreviventes concordam em criar uma rede de comércio com a colônia Hilltop, eles são emboscados pelos Salvadores e são forçados a obedecer às regras e ordens de Negan para dar metade de seus suprimentos como as outras comunidades. Inicialmente, eles obedecem, mas Rick e os outros se encontram secretamente para iniciar uma guerra contra os Salvadores com as outras comunidades na área de Washington DC. Negan mora em uma fábrica abandonada (que ele chama de O Santuário), onde trata a maioria das mulheres como suas esposas (que foram ex-namoradas de outros homens e mulheres).
Segundo o desenhista Charlie Adlard, Negan tem sua aparência baseada no cantor Henry Rollins. A popularidade do personagem permitiu que ele fosse um dos personagens selecionáveis no videogame Tekken 7, conforme foi revelado no evento EVO 2018.

## Biografia fictícia

### Quadrinhos
Antes do apocalipse, Negan era casado com uma mulher chamada Lucille, a quem amava muito, e era professor de educação física, além de ser vendendor de carros usados. Embora tenha sido infiel, quando soube do câncer de sua esposa, ele encerrou seu relacionamento com uma amante para cuidar de Lucille. Após a morte trágica de sua esposa, Negan ficou arrasado e se encheu de culpa. Em memória, ele deu o nome de sua esposa para um taco de beisebol enrolado com arame farpado.
Quando o apocalipse de zumbis aconteceu, ele assumiu a liderança de um grupo que batizou de "Os Salvadores". Por seu grupo ser grande e ter maior poder de fogo, Negan ameaçava algumas comunidades na região de Washington, D.C., em busca da metade de suas provisões em troca de "proteção" contra os zumbis, caso contrário, as comunidade receberiam grandes represálias se o pagamento que ele considerava adequado não fosse cumprido. Negan era caracterizado por ser polígamo; ele ofereceu as mulheres do Santuário em casamento em troca de facilidades como provisões difíceis de encontrar, entre outras coisas. Se uma de suas esposas o traísse ou se alguém o traísse de alguma forma, Negan queimava metade do rosto do traidor com um ferro quente. Negan e seus Salvadores entraram em conflito com o grupo de Rick, uma vez que se recusou a cumprir as condições do tratado de Negan, além de influenciar contra seus interesses em comunidades como Hilltop (submetido aos Salvadores) ou o Reino (não submetido aos Salvadores). Ele finalmente conseguiu que Rick se rendesse depois de emboscá-lo em seu caminho para a Colônia Hilltop, na qual ele assassinou brutalmente seu melhor amigo, Glenn, quebrando seu crânio com o taco Lucille. A paz não durou, pois Rick nunca teve a intenção de viver sob as regras de Negan. Durante um dos pagamentos de provisões, Negan e os Salvadores foram atacados pelo povo de Rick e Ezekiel, escapando por pouco com vida do tiroteio e decidindo começar uma guerra. Após vários confrontos e mortes de ambos os grupos, a guerra chega ao fim durante o ataque de Negan a Colônia Hilltop, enquanto Negan luta com Rick, este último o ataca com uma faca cortando seu pescoço de uma forma que o ferimento não seja letal. Negan cai inconsciente diante de tanta perda de sangue e Rick pede ao Dr. Carson para salvá-lo, apesar do líder dos Salvadores ter quebrado a perna durante a luta. Um dos tenentes de Negan, Dwight, o trai e assume o controle do exército de Salvadores e desistem da guerra. Negan então é preso e é decidido que ele irá ficar na prisão até morrer e, dessa forma, pagar por todas as atrocidades que cometeu, para fazê-lo ver o quão errado estava.
Após dois anos do fim da guerra, Negan manteve contado com o filho de Rick, Carl, que o visitava quando podia, às escondidas, na prisão. Carl informava Negan sobre o progresso da reconstrução da civilização pelos sobreviventes e a liderança respeitada por Rick. Apesar de ter Negan como alguém para conversar, Carl alega que ainda o mataria. Uma vez que Rick lhe visita na prisão, o homem diz que sabe que Negan morrerá atrás das grades, ao que Negan responde que não e que, no fundo, Rick sabe que deveria ter matado Negan. Negan chega a conhecer o grupo de Magna quando esta e seus amigos visitam a prisão. Negan pede para ser solto e afirma que Rick é um monstro que o prendeu e o torturou por agir contra ele. No entanto, Magna não acredita nele e sai com seus companheiros da prisão. Algum tempo depois, após um descuido de uma das sobreviventes que não trancou a porta da cela de Negan direito, o homem decide não fugir e permanece em sua cela com a porta aberta até que Rick desça as escadas, então o provoca sobre as inúmeras maneiras como ele poderia ter destruído Alexandria sem que ninguém percebesse, mas alegou ficar como sinal de boa fé e uma oferta a alterar sua confiança. Enquanto Rick tranca a cela e sai, Negan o provoca novamente, afirmando que a única razão de estar vivo é para que Rick possa provar a si mesmo que ainda é uma boa pessoa e que deseja que todos acreditem que ele é o único que pode consertar o mundo.
Quando um novo grupo inimigo chamado "Os Sussurradores" começa a ameaçar as comunidades, Negan recebe a visita de Brandon Rose, um jovem residente de Hilltop que guarda rancor de Rick, Carl, Sophia e dos Sussurradores, pois Rick matou seu pai como um ato de autodefesa, Carl espancou-o depois que ele atacou Sophia, e a líder dos Susurradores, Alpha, decapitou sua mãe. Ele se propõe a ajudar Negan a escapar, e quando a fuga é realizada com sucesso, Brandon pede a Negan que faça colocar Rick e os Sussurradores um contra o outro. Em resposta, Negan apunhala Brandon no peito e entra na zona do Sussurradores sozinho. Negan conhece Alpha e começa a viver com os Sussurradores, embora sem a confiança do braço direito de Alpha, Beta. O homem passa a ver o quão selvagem é a vivência dos Sussurradores e tenta se aproximar de Alpha, onde ele diz saber que ela está apenas fingindo não ter emoções, causando o colapso emocional de Alpha. Negan aproveita o momento de fragilidade de Alpha e decepa sua cabeça. Uma semana depois de desaparecer, Negan aparece com a cabeça decepada de Alpha e mostra a Rick e Andrea, que hesitam em acreditar e confiar nele. Negan garante a eles que só deseja confiança. Ele diz que a maneira de pensar de Rick é inspiradora e tenta convencê-los de que seu tempo na prisão o reabilitou. Rick deixa Negan viver fora da cela, o exila para um posto avançado e o instrui a participar da guerra contra os Sussurradores. Durante uma das batalhas contra o grupo inimigo, Negan luta contra Beta, que acaba destruindo o taco de beisebol Lucille para o desespero de Negan. Mais tarde, quando as comunidades aliadas por Rick ganham a guerra, Negan admite que estava errado sobre suas decisões e se exila em um celeiro longe de tudo. Ele é confrontado por Maggie que quer vingança, mas decide não matá-lo depois de vê-lo em um estado de depressão. No final da série em quadrinhos, 20 anos depois, é revelado que Negan está velho e ainda vivo. Ele evita todo contato com os outros sobreviventes, vivendo de cestas básicas deixadas por Carl já adulto e mantendo um estado de luto por sua esposa Lucille.

### Série de TV

Negan como retratado na série de televisão por Jeffrey Dean Morgan.

Assim como nos quadrinhos, Negan (Jeffrey Dean Morgan) era casado com uma mulher chamada Lucille e professor de educação física. Ele era infiel, mentia constantemente e até mesmo tinha um caso. No início do surto, Negan estava presente ao lado de Lucille, que sucumbiu ao câncer de pâncreas e acabou morrendo. Quando ela se tornou em uma zumbi, Negan foi incapaz de matá-la e este ato de fraqueza continuou a assombrá-lo e, portanto, Negan se esforçou para se tornar uma pessoa muito mais forte. Algum tempo depois do apocalipse, Negan se estabeleceu como o ditador tirânico de um grande grupo de sobreviventes chamado de "Os Salvadores" e mantendo uma relação polígama com algumas mulheres chamando-as de "esposas".

#### Sexta temporada
No final da temporada "Last Day on Earth", enquanto Rick (Andrew Lincoln) e os outros dirigem o trailer onde Maggie (Lauren Cohan) está doente e precisa ir para o Hilltop para ser cuidada, o grupo é impedido de seguir viagem em vários pontos bloqueados na estrada, estabelecidos pelos Salvadores. Eventualmente, os Salvadores fazem o grupo viajar a pé e enquanto caminhava pela floresta, o grupo é emboscado por um grande grupo de Salvadores, que pegam suas armas e os colocam de joelhos para conhecer Negan. Negan, furioso pelas mortes de alguns de seus homens causadas pelo grupo anteriormente, decide matar um amigo de Rick por vingança.

#### Sétima temporada
Na estreia da temporada, é revelado que Negan matou Abraham (Michael Cudlitz) com golpes na cabeça usando seu taco de beisebol, e depois de provocar Rosita (Christian Serratos) convidando-a a observar Lucille suja com sangue de seu ex-namorado, Negan sofre um soco no rosto por Daryl (Norman Reedus). Enfurecido, Negan pune o grupo matando Glenn (Steven Yeun), pois Daryl foi contra sua ordem de ficar parado. Após a execução, o homem pega Rick e leva-o no trailer começando a torturá-lo psicologicamente para fazê-lo entender que agora ele está no comando. Percebendo a teimosia do homem, Negan decide testá-lo mais uma vez, ordenando-lhe que corte o braço de Carl (Chandler Riggs) para evitar a morte do menino e do resto do grupo, parando-o somente depois de ter certeza de que Rick o faria. Depois que Rick promete aos Salvadores que vai começar a trabalhar para eles, Negan faz Daryl como refém e sai com seus homens. A ditadura de Negan sobre a Zona Segura de Alexandria começa, com Rick desamparado diante de seu exército e forçado a cumprir suas tarefas atribuídas. Certo dia, Carl tenta matar Negan sozinho, mas sem sucesso. Negan então o leva para visitar sua base chamada de "O Santuário", e mostra a ele suas esposas e queima o rosto de Mark, o ex-namorado de Amber, uma das esposas de Negan, por tentar fugir com Amber. Negan leva o jovem Grimes para casa para esperar por Rick. Mais uma vez, ele se mostra um homem de palavra quando mata Spencer (Austin Nichols) quando este lhe pede para eliminar Rick, Rosita tenta matar Negan por vingança e a bala atingiu Lucille. Negan então ordena uma salvadora matar Olivia como punição. Quando Rick chega de uma corrida por suprimentos, Negan explica que só tinha ido a Alexandria para respeitar os pactos com a comunidade e devido a imprudência de Spencer e Rosita, tudo acabou numa confusão.
Quando soube que o inteligente Eugene (Josh McDermitt) fez a bala de Rosita, Negan leva Eugene contra sua vontade para o Santuário, para que o homem produza munições para os Salvadores. Negan permite que ele se sinta confortável dentro do Santuário e até mesmo envia a ele duas de suas esposas para lhe proporcionar companhia. Quando Negan descobre que Sherry (Christine Evangelista) fugiu, ele suspeita que ela libertou Daryl e espanca Dwight (Austin Amelio) e o joga em uma cela. Quando ele está convencido de que Dwight não estava envolvido e ainda é leal, ele o envia atrás de Sherry, apenas para descobrir que ela supostamente foi morta por zumbis. Negan encontra evidências do Dr. Carson ter ajudando na fuga de Daryl e o joga num forno em chamas. Mais tarde, Negan visita uma cativa chamada Sasha Williams (Sonequa Martin-Green) (que veio ao Santuário para matá-lo) e descobre um de seus Salvadores, David, tentando estuprá-la. Negan afirma que o estupro é contra suas regras e que ele não tolera tal comportamento e mata David. Negan oferece que Sasha seja membro dos Salvadores e a deixa com uma faca e uma escolha: se matar ou matar David assim que ele reanimar para mostrar que ela está disposta a trabalhar com ele. Mais tarde, ele retorna a cela e descobre que ela matou David. Ele pega a faca de volta e informa que ela que sabe que Rick está conspirando contra ele. Ele está confiante de que Sasha será capaz de ajudá-lo a pôr fim aos planos de Rick.
Negan lidera um comboio de Salvadores para Alexandria com Simon, Dwight, Eugene e Sasha. Ele revela que os Catadores (um grupo de sobreviventes que Rick pagou para ajudá-los) estão realmente trabalhando para ele enquanto mantêm Rick sob a mira de uma arma. Negan traz um caixão para frente do portão da comunidade e revela que Sasha está lá dentro, afirmando que eles podem tê-la de volta com vida e ele deixará a maioria deles viver se atenderem às suas demandas, que incluem todas as suas armas, e pede para Rick escolher alguém para ser morto pelo taco Lucille. Ele abre o caixão e encontra Sasha reanimada como zumbi. Depois de se defender dela, a situação se transforma em um tiroteio. Negan consegue capturar Rick e Carl e se prepara para matar Carl. De repente, os salvadores são emboscados por Ezekiel (Khary Payton) e forças do Reino, bem como Maggie liderando um grupo de Hilltop. Pego de surpresa pelos reforços de Rick e perdendo homens rapidamente, Negan ordena uma retirada. Uma vez de volta ao Santuário, ele questiona Eugene sobre como Sasha morreu no caixão (suspeitando de um crime de sua parte) antes de declarar aos Salvadores reunidos que eles estavam indo para a guerra.

#### Oitava temporada
Quando Rick lidera um exército de sobreviventes reunidos fora do Santuário, mais divertido do que preocupado, Negan se recusa a trazer seus homens para lutar contra Rick. Rick oferece aos tenentes e Salvadores a oportunidade de se renderem, mas declara que Negan deve morrer. Negan tenta dividi-los trazendo Gregory (Xander Berkeley) para ordenar aos membros do Hilltop que recuem, mas essa tática falha. Eles abrem fogo, quebrando as janelas do Santuário, mas Negan e seu povo se protegem. Eles então são surpreendidos por uma enorme manada de zumbis liderados por Daryl antes que os portões do pátio do Santuário sejam derrubados e a manada se infiltre. Negan fica preso em um trailer com Gabriel (Seth Gilliam). Negan e Gabriel discutem suas opiniões sobre sobrevivência e quando o padre tenta convencer Negan a confessar seus pecados antes da morte, ele é evasivo até ele finalmente admite que seu maior arrependimento foi o destino de sua primeira esposa antes do apocalipse, afirmando que ela morreu de câncer e que ele não poderia trazê-la de volta. Os dois conseguem escapar e Negan recupera o controle da situação no Santuário. Ao escapar do trailer com Gabriel, Negan se encontra com seus principais tenentes para discutir uma estratégia. Quando Simon (Steven Ogg) sugere que eles eliminem uma das comunidades completamente, Negan fica furioso, alegando que as pessoas são essenciais para o que constroem. Em vez disso, ele deseja capturar e executar publicamente Rick, Maggie e Ezekiel para fazer o povo deles pararem com a guerra. Mais tarde, Negan e chega com os Salvadores no portão de Alexandria e são recebidos por Carl (que sem o conhecimento de Negan morre de uma mordida de zumbi). Ele pergunta a Negan se isso é o que ele queria ou quem ele quer ser, e suas palavras parecem mexer com Negan. Negan, no entanto, ataca Alexandria e confronta Rick. Depois de uma brutal luta corpo a corpo, ele joga Rick pela janela. Rick se retira para o esgoto com Michonne (Danai Gurira) e o resto dos alexandrinos.
Após abandonar Alexandria toda destruída, Negan encontra Simon para lidar com a questão dos Catadores. Simon presume que ele quer exterminá-los, mas Negan quer que ele dê o aviso padrão e mate apenas um, já que eles são um recurso como outras comunidades. Mais tarde, Rick o contata por meio de um walkie-talkie e informa que Carl está morto e que seu último desejo era fazer as pazes, o que Rick considera impossível. Negan fica triste com a notícia, alegando que Carl era o futuro antes de pedir a Rick se render, sem sucesso. Depois, Negan começa a preparar os Salvadores para um ataque à Hilltop e acabar com a guerra, usando sangue contaminado dos zumbis em suas armas. Negan e seu grupo se dirigem para Hilltop quando seu carro é atropelado por Rick, que o persegue até um prédio abandonado. Negan tenta se defender, mas cai no chão e perde Lucille. Desarmado e levado para a escuridão, Negan tenta fazer um acordo, oferecendo-se para perdoar as transgressões de Rick em troca de paz. Rick se recusa, afirmando que Negan não cuida de nada, exceto Lucille, a quem ele ateia fogo. Os dois homens lutam corpo a corpo e são cercados por zumbis e chamas, forçando Negan a recuperar Lucille e fugir - apenas para ser capturado por Jadis (Pollyanna McIntosh).
Negan é torturado até revelar que não tinha nada a ver com o massacre do povo de Jadis; ele escapa enquanto ela é distraída por um helicóptero que passa. Ele retorna ao Santuário para descobrir que Simon tomou seu lugar e é o responsável pelo derramamento de sangue no complexo de Jadis. Ele recupera o controle desafiando Simon e matando-o com as próprias mãos, e fazendo de Dwight o instrumento de sua vingança contra Rick, forçando-o a atrair o grupo de Rick para uma armadilha com informações falsas enviadas por Gregory. Michonne contata Negan através de um walkie-talkie e lê para ele uma carta que Carl escreveu para ele antes de sua morte, pedindo uma solução pacífica para o conflito; Negan se recusa e jura que vai matar Rick e todo o seu grupo. No final da temporada, o grupo de Rick cai na armadilha dos Salvadores. Negan ordena que seus homens abram fogo, mas Eugene mexeu em suas armas em segredo, tornando-as explosivas. O grupo de Rick então mata vários homens de Negan, enquanto Rick e Negan começam uma batalha final que termina com a garganta cortada de Negan. No entanto, Rick salva a vida de Negan porque acredita que isso é o que Carl queria. Quando a paz retorna, eles o trazem de volta para Alexandria, onde Rick e Michonne informam que o prenderão pelo resto de sua vida.

#### Nona temporada
Após alguns meses depois da guerra, Negan está preso em Alexandria e recebe apenas raras visitas de Rick. Maggie se recusa terminantemente a retornar a Alexandria. Durante uma visita de Rick, Negan o provoca falando do falecido Carl, mas um Rick furioso o silencia. Ele diz que deve ficar em silêncio e ouvir, e conta como está construindo um mundo melhor e que Negan nunca irá ver a civilização novamente. Porém, o homem o provoca dizendo: "Você não está salvando este mundo, Rick. Você está preparando isso para mim." Mais tarde, quando Negan se recusa a comer, Michonne veio procurá-lo e o homem lhe conta que ele não deveria estar na cela, assim como ela não deveria ficar criando uma constituição ou cuidar de crianças. Michonne responde que está ajudando a reconstruir a civilização e Negan admite que está feliz que sua esposa nunca o tenha visto assim, revelando que eles gostariam de ter um filho como Carl, mas sua esposa teve câncer e o mundo mudou. Michonne diz que vê Carl em todos os lugares, e quando Negan pergunta sobre seu próprio filho, ela afirma com raiva que Andre não sobreviveu. Quando Negan dá a entender que Andre a teria deixado fraca, Michonne fica com raiva, joga a comida de Negan no chão e vai embora. Mais tarde, ela retorna à cela e reconhece que eles são semelhantes, mas também que sua visão de mundo é muito mais positiva do que a dela. Ela acaba alimentando-o e, quando ele sai, ele pede que ela veja Lucille. Michonne diz a ela que eles não estão com seu taco de beisebol.  Maggie chega em Alexandria e depois de convencer Michonne a ir ver Negan para matá-lo, ela chega na prisão com muita raiva. Ele ri dela enquanto Maggie exige que ele fique de joelhos. Das sombras, Negan provoca Maggie sobre matar Glenn e implora que ela o mate. Ela abre a cela e o joga contra a parede enquanto ele implora pela morte. Soluçando, ele admite que quer morrer para se reunir com sua esposa Lucille. Sem acreditar no que Negan se tornou, um homem fraco, ela diz a ele para voltar para sua cela porque ele já está “pior do que morto”.
Seis anos depois, ele ainda está preso, mas parece mais sereno. Ele tem conversas secretas com Judith, que cresceu bem. Ele se aproveita de um erro cometido por seus carcereiros para escapar e se juntar ao Santuário. Mas seu antigo covil está abandonado e infestado de zumbis. Percebendo que agora não pode sobreviver sem Alexandria, ele retorna e é reencarcerado sem protestar. Michonne vem vê-lo para perguntar por que ele voltou. Ele oferece seu conselho para manter seu poder, Michonne recusa, mas Negan a lembra de que ela está no comando porque proibiu sua comunidade de ir para o Reino. Michonne surpreende Judith e anuncia a Negan que vão bloquear suas janelas. Quando Judith desaparece, Michonne vem procurá-lo para perguntar se ele a viu. Ele diz não e a faz entender que ela foi se juntar a Daryl. Durante uma tempestade de neve, ele deixou sua cela e foi colocado sob a vigilância de Rosita, Gabriel, Siddiq e Eugene. Ele ri do quarteto amoroso. O grupo deve se mudar para a casa de Aaron (Ross Marquand) para se aquecerem melhor. O grupo está prestes a partir, Judith sai em busca do cachorro Clebs se perdendo na tempestade. Negan sai em busca dela; ferido, e acaba salvando ela e o cachorro, se juntando ao grupo na casa de Aaron. Após ter sua perna cuidada por Siddiq, Michonne agradece Negan por ele ter salvado Judith.

#### Décima temporada
Negan agora tem uma liberdade limitada e pode sair da cela sob vigilância para trabalhar. Ele auxilia no grupo de vigilância e durante uma das patrulhas, ele é atacado por zumbis e Aaron fica temporariamente cego. Aaron luta para chegar a uma cabana onde encontra Negan, que o ajuda. Os dois então voltam para Alexandria. Mais tarde, enquanto defendia Lydia de um ataque, Negan acidentalmente mata Margo em autodefesa e enfrenta uma possível execução. Ele foge inexplicavelmente, perseguido por um ex-Salvador chamado Brandon, que é um grande fã dele. Posteriormente, após Negan salvar uma mãe e seu filho da morte, ele pede a Brandon para voltar para Alexandria e agora deixá-lo em paz. Brandon faz isso, mas aproveita que Negan está ausente por um tempo para voltar e matar a mãe e filho, explicando a Negan que ele entendeu que era na verdade um teste para saber se Brandon estava realmente voltando para Alexandria, ou se ele iria se livrar da mãe e do filho dela que, segundo ele não foram úteis para eles. No entanto, descobriu-se que isso não era um teste e que Negan realmente queria se livrar de Brandon, e que ele pretendia encaminhar a criança e sua mãe para Alexandria para que pudessem encontrar refúgio seguro. Enlouquecido de raiva, Negan agarra uma pedra e mata Brandon. Ele então recupera a bolsa que Brandon havia trazido contendo a famosa jaqueta de couro que ele usava quando ainda era o líder dos Salvadores, e também usa um novo taco de beisebol Lucille.
Aparentemente voltando aos seus velhos hábitos e armado com uma nova Lucille criada por Brandon, Negan se junta aos Sussurradores e se torna o amante de Alpha (Samantha Morton). Negan ajuda no ataque ao Hilltop, fazendo com que os Sussurradores bloqueiem as estradas para que os sobreviventes não possam escapar facilmente, embora Negan tente convencer Alpha a poupar todos e oferecer a eles uma escolha de se juntar a ela. Após o ataque, Negan encontra Aaron na floresta e não consegue convencer Aaron de que ele não pretende fazer mal a ele. Negan captura Lydia e traz Alpha para sua localização, embora ele falhe em convencer Alpha de não matar sua filha. É revelado que Negan escondeu Lydia em outro lugar e corta a garganta de Alpha, matando-a. Negan então entrega a cabeça zumbificada decepada de Alpha para Carol (Melissa McBride), que comenta que ele demorou muito para fazer isso, revelando que Negan e Carol estavam trabalhando juntos para derrubar Alpha.

### Outras Mídias
Negan aparece como um personagem jogável no videogame de luta Tekken 7, adicionado como a sexta e última parte da segunda temporada em 28 de fevereiro de 2019, com sua aparência baseada em seu contraparte na televisão. Jeffrey Dean Morgan reprisou seu papel.

## Desenvolvimento e recepção
O ator Jeffrey Dean Morgan foi escalado como Negan em 2015. Ele fez sua estreia na televisão no final da sexta temporada. O personagem de Negan foi elogiado pelos fãs e pela crítica como um dos melhores antagonista da série.
Na revisão da IGN sobre a primeira aparição de Negan na edição #100 dos quadrinhos, ela disse: "O novo vilão já parece ser uma adição digna ao elenco do livro. Eu não percebi o quanto senti falta de ter um antagonista verdadeiramente terrível como o Governador nesta série até agora. A voz do vilão é muito distinta, permitindo que Kirkman brinque com uma abordagem muito diferente para o diálogo. Para uma série em que os personagens às vezes divagam muito sem deixar claro, esse personagem é muito apreciado". sua revisão para a edição nº 103, IGN sentiu que Negan estava "rapidamente dando ao Governador uma corrida pelo seu dinheiro no departamento de vilania". Quando a comunidade de Negan foi explorada, bem como seu relacionamento com Carl Grimes, foi dito que "Há uma tensão palpável enquanto nos perguntamos qual destino Negan tem em mente para seu jovem inimigo. Mas mesmo em seu estado mais sinistro, Negan permanece estranhamente carismático. Não é difícil entender como ele conseguiu construir uma posição tão elevada para si mesmo, completa com várias esposas e a devoção total de uma cidade inteira".
No Talking Dead, para o final da sexta temporada, Morgan afirmou que logo após o lançamento da edição #100, muitos fãs o abordaram e disseram que ele era o certo para o papel de Negan no show. O confronto entre Negan e Rick Grimes foi comparado à rivalidade duradoura entre os personagens Joker e Batman da DC Comics.
Noel Murray, da Rolling Stone, classificou Negan em 10º lugar em uma lista dos 30 melhores personagens de Walking Dead, dizendo: "teria sido difícil para qualquer vilão viver de acordo com o exagero, mas graças ao sorriso, desempenho de Jeffrey Dean Morgan e alguns genuinamente atos chocantes de violência, Negan foi firmemente estabelecido como um inimigo formidável. A facilidade alarmante de sua crueldade e os rigores de sua organização representam uma visão de mundo que tem sido fascinante e assustadora de explorar".